# Andreas Schnermann

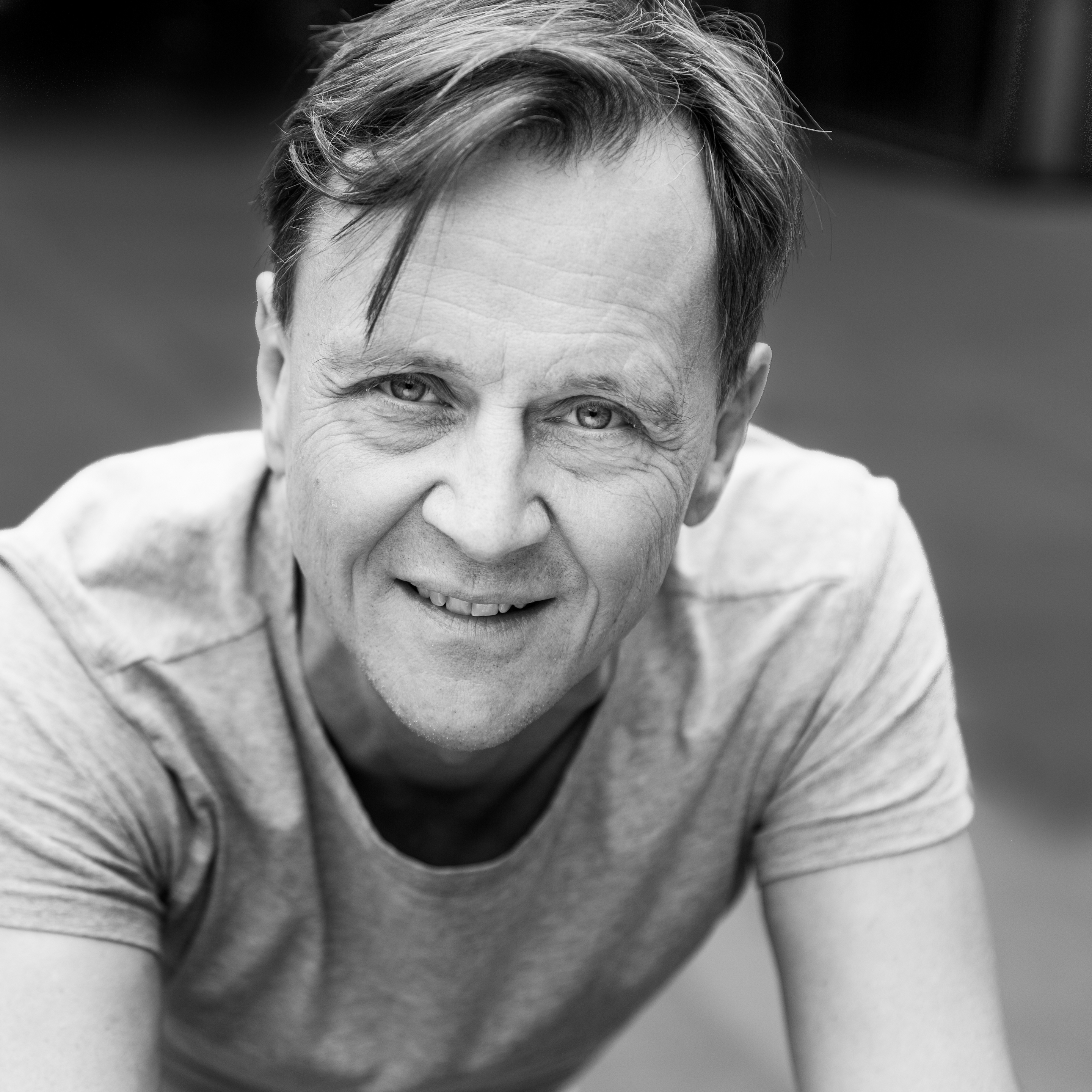
Andreas Schnermann, 2023

Andreas Schnermann (* 1968 in Wipperfürth) ist ein deutscher Jazzmusiker (Piano, Komposition und Arrangement) und Komponist.

## Leben
Andreas Schnermann studierte Jazzpiano und Komposition an der Hochschule der Künste in Bern (Swiss Jazz School) bei Joe Haider und William Evans. Es folgten Studienaufenthalte, in New York und Kanada, unter anderem bei Barri Harris und Kenny Werner.
Schnermann arbeitet als Sideman, gibt Workshops, veröffentlicht CDs unter eigenem Namen und spielt auf Touren durch die Jazzlandschaft Europas. Im Jahr 2001 erschien sein Debütalbum 4 in One  mit eigenen Quartett. Nach einem weiteren Album im Jahr 2003 Welcome to my Backyard erschien 2007 Tell Me the Truth about Love. Dort sang Inga Lühning von Schnermann vertonte Gedichte von W. H. Auden. Seine 2011 veröffentlichte CD All What Love verbindet Vertonungen und Lesungen von Liebesgedichten englischer Lyriker von William Shakespeare bis Philip Larkin und kombiniert Lühnings Gesang mit den Sprechstimmen von Joachim Król, Otto Sander und Hannah Herzsprung, Roger Willemson, Christian Brückner.
Andreas Schnermann arbeitet als musikalischer Leiter und Komponist am Schauspielhaus Bochum, am Theater Basel, dem Kom(m)ödchen Düsseldorf und mit freien Theatergruppen deutschlandweit. Mit seinen Kompositionen gewinnt er Wettbewerbe. Beim Stadtlied-Contest Ein Lied für Wipperfürth 2016 gewann seine Komposition Für Immer den 1. Preis und wurde die offizielle Stadthymne zur 800-Jahr-Feier der Stadt.
Das Musical Himmel & Kölle, zu dem er die Musik schrieb, erhielt 4-fache Auszeichnung beim „Deutschen Musical-Theater Preis“ und außerdem den Kölner Kulturpreis „Kulturereignis des Jahres 2021“.
Zusammen mit Dietmar Jacobs und dem Illustrator Horst Klein schuf er das Kindermusikbuch "Kuno Knallfrosch" und den zweiten Band "Kuno Knallfrosch rockt Europa", welches er u. a. mit der NDR Big Band in der Elbphilharmonie in Hamburg aufführte.
Andreas Schnermann ist als Produzent, Autor und Co-Autor an Veröffentlichungen beteiligt und seit 25 Jahren Ausbilder, musikalischer Coach bei Musikproduktionen, Klavierlehrer und musikalischer Mentor. Er unterrichtet unter anderem an der „Hochschule für Musik und Tanz“ in Köln.

## Diskografie (Auswahl)
- 2004: 4 in One
- 2004: Welcome to My Backyard
- 2006: Tell Me the Truth about Love (feat. Inga Lühning)

als Poetryclan
- 2011: All What Love[1]